# شوموالد
شوموالد (به لاتین: Šumvald) یک منطقهٔ مسکونی در جمهوری چک است که در ناحیه اولومووتس واقع شده‌است. شوموالد ۲۰٫۹۸ کیلومتر مربع مساحت و ۱٬۷۱۸ نفر جمعیت دارد و ۳۰۶ متر بالاتر از سطح دریا واقع شده‌است.